# Мицпе-Рамон
Мицпе́-Рамо́н (ивр. מצפה רמון‎) — местный совет и населённый пункт в Израиле, расположенный в 150 км к северу от Эйлата и в 80 км к Югу от Беэр-Шевы возле кратера Рамон.
Климат пустынный, сухой, засушливый. Из-за высокого расположения (839 метров над уровнем моря), ночи в Мицпе-Рамон прохладные, зима относительно холодная, раз в несколько лет выпадает снег. Годовое количество осадков не превышает в среднем 100 мм.
Основан в 1951 году на месте лагеря для строительных рабочих, прокладывавших в этом месте шоссе. Подразумевалось, что жители будут использовать природные богатства кратера.
После вывода израильских баз с Синая в городе проживает много семей военнослужащих. В 1990-е годы в городе поселилось много репатриантов из СНГ.
В Мицпе-Рамон находится самая большая астрономическая обсерватория в Израиле (диаметр телескопа — 1 метр).

## Население
По данным Центрального статистического бюро Израиля, население на начало 2020 года составляло 5 211 человек.
Естественный прирост населения — 0,0 %.
62,3 % учеников получают аттестат зрелости.
Средняя зарплата на 2007 год — 5 301 шекелей.